# Pothières
Pothières település Franciaországban, Côte-d’Or megyében. Lakosainak száma 193 fő (2022. január 1.). Pothières Noiron-sur-Seine, Étrochey, Bouix, Charrey-sur-Seine, Villers-Patras és Vix községekkel határos.

## Népesség
A település népességének változása:
| Lakosok száma | 233  | 212  | 232  | 193  | 214  | 213  | 207  | 203  | 201  | 193  |
|               | 1968 | 1982 | 1990 | 2006 | 2013 | 2015 | 2017 | 2019 | 2020 | 2022 |